# Referéndum constitucional de Moldavia de 2024
El 20 de octubre de 2024 se celebró en Moldavia un referéndum nacional sobre si el país debería modificar la Constitución de Moldavia para incluir el deseo de los ciudadanos moldavos de pertenecer a la Unión Europea, con el fin de evitar que futuros gobiernos desvíen al país de su trayectoria proeuropea. Las elecciones se celebraron el mismo día que las elecciones presidenciales de 2024.
La participación debía ser al menos del 33,33 % para que el referéndum se considerase válido. La presidenta Maia Sandu hizo campaña a favor del «Sí» en el referéndum.
Los primeros resultados preliminares indicaron que el «No» lideraba el conteo y varios medios de comunicación nacionales e internacionales se apresuraron a proclamar que dicha opción se había impuesto. La presidenta Sandu denunció injerencia rusa y un fraude electoral masivo. Sin embargo, a medida que se comenzaron a contabilizar los votos de los moldavos en el extranjero y de la capital Chisinau, los porcentajes se estrecharon considerablemente, debido a la abrumadora inclinación proeuropeísta de esta comunidad. Finalmente, el «Sí» ganó, por un estrecho margen.

## Contexto
En marzo de 2022, tras la invasión rusa de la vecina Ucrania, Moldavia presentó una solicitud de adhesión a la UE. Posteriormente, en junio del mismo año, el Consejo Europeo concedió a Moldavia el estatus de país candidato. En diciembre de 2023, el Consejo Europeo anunció su decisión de abrir negociaciones de adhesión con Moldavia. Moldavia ha fijado el año 2030 como fecha límite para su adhesión a la UE.
La presidenta Sandu había anunciado en 2023 su intención de presentarse a la reelección. Además, Sandu anunció el lanzamiento de una plataforma en línea destinada a promover el referéndum y defender los beneficios de la membresía de la UE para el país. Los observadores señalaron que Sandu se está preparando para centrar sus esfuerzos en la integración a la UE, un área en la que ella y su partido PAS han experimentado un éxito consistente para ser reelegidos.
El Parlamento de Moldavia determinó la fecha del referéndum, aunque Sandu expresó su esperanza de que coincidiera con las elecciones presidenciales previstas para el otoño. Sandu afirmó: Es importante celebrar un referéndum ahora porque es una ocasión histórica, esperada durante tres décadas. Los estados miembros de la Unión Europea están más abiertos que nunca, tenemos la voluntad política necesaria para dar este paso y nuestros ciudadanos quieren ser parte de la UE.
El 21 de marzo de 2024, el Parlamento aprobó una resolución de 54 a 0 para continuar los esfuerzos para unirse a la Unión Europea. La declaración afirmaba que sólo la adhesión a Europa puede garantizar el futuro del país como estado soberano, neutral y plenamente democrático. Durante la votación, todos los partidos de oposición en el Parlamento se retiraron. El 16 de mayo, el Parlamento aprobó la celebración del referéndum coincidiendo con las elecciones presidenciales del 20 de octubre.
El referéndum fue boicoteado por varias figuras políticas moldavas de tendencia prorrusa, incluido el candidato presidencial del Partido de los Socialistas (PSRM), Alexandru Stoianoglo, el candidato de Nuestro Partido (PN), Renato Usatîi y el líder del PSRM y expresidente Igor Dodon.

## Pregunta
El texto de la cuestión sometida a votación fue el siguiente:
Susțineți modificarea Constituției în vederea aderării Republicii Moldova la Uniunea Europeană?
(¿Está usted a favor de modificar la Constitución con vistas a la adhesión de la República de Moldavia a la Unión Europea?)
Las opciones de votación fueron «Sí» y «No».

## Resultados
|  | 50,38 % |

|  | 49,62 % |

|  | 95,28 % |

|  | 51,68 % |

|  | 48,32 % |

### Resultados por distrito
| Distrito                    | Votos válidos | Sí      | %       | No      | %       |
| --------------------------- | ------------- | ------- | ------- | ------- | ------- |
| Anenii Noi                  | 29.347        | 14.336  | 48,85 % | 15.011  | 51,15 % |
| Bălți                       | 49.046        | 14.430  | 29,42 % | 34.616  | 70,58 % |
| Basarabeasca                | 8.386         | 3.075   | 36,67 % | 5.311   | 63,33 % |
| Briceni                     | 22.768        | 6.518   | 28,63 % | 16.250  | 71,37 % |
| Cahul                       | 38.419        | 16.830  | 43,81%  | 21.589  | 56,19 % |
| Cantemir                    | 17.101        | 9.129   | 53,38 % | 7.972   | 46,62 % |
| Călărași                    | 22.925        | 13.860  | 60,46 % | 9.065   | 39,54 % |
| Căușeni                     | 27.868        | 13.928  | 49,98 % | 13.940  | 50,02 % |
| Chisináu                    | 348.707       | 195.215 | 55,98 % | 153.492 | 44,02 % |
| Cimișlia                    | 18.100        | 9.033   | 49,91 % | 9.067   | 50,09 % |
| Criuleni                    | 27.332        | 16.453  | 60,20 % | 10.879  | 39,80 % |
| Dondușeni                   | 13.852        | 3.762   | 27,16 % | 10.090  | 72,84 % |
| Drochia                     | 28.348        | 9.275   | 32,72 % | 19.073  | 67,28 % |
| Dubăsari                    | 11.735        | 4.818   | 41,06 % | 6.917   | 58,94 % |
| Edineț                      | 26.083        | 7.758   | 29,74 % | 18.325  | 70,26 % |
| Fălești                     | 30.570        | 10.239  | 33,49 % | 20.331  | 66,51 % |
| Florești                    | 29.035        | 10.917  | 37,60 % | 18.118  | 62,40 % |
| Gagaúzia                    | 57.847        | 2.985   | 5,16 %  | 54.862  | 94,84 % |
| Glodeni                     | 18.659        | 6.293   | 33,73 % | 12.366  | 66,27 % |
| Hîncești                    | 35.665        | 20.992  | 58,86 % | 14.673  | 41,14 % |
| Ialoveni                    | 38.480        | 26.050  | 67,70 % | 12.430  | 32,30 % |
| UTA con un EJE Transnistria | 15.526        | 5.813   | 37,44 % | 9.713   | 62,56 % |
| Leova                       | 15.782        | 7.769   | 49,23 % | 8.013   | 50,77 % |
| Nisporeni                   | 19.787        | 11.889  | 60,08 % | 7.898   | 39,92 % |
| Ocnița                      | 17.224        | 3.627   | 21,06 % | 13.597  | 78,94 % |
| Orhei                       | 42.508        | 19.760  | 46,49 % | 22.748  | 53,51 % |
| Rezina                      | 16.151        | 7.888   | 48,84 % | 8.263   | 51,16 % |
| Rîșcani                     | 22.180        | 7.123   | 32,11 % | 15.057  | 67,89 % |
| Sîngerei                    | 28.003        | 11.244  | 40,15 % | 16.759  | 59,85 % |
| Soroca                      | 32.621        | 12.415  | 38,06 % | 20.206  | 61,94 % |
| Strășeni                    | 32.105        | 20.023  | 62,37 % | 12.082  | 37,63 % |
| Șoldănești                  | 13.322        | 5.661   | 42,49 % | 7.661   | 57,51 % |
| Ștefan Vodă                 | 22.104        | 10.567  | 47,81 % | 11.537  | 52,19 % |
| Taraclia                    | 15.799        | 1.258   | 7,96 %  | 14.541  | 92,04 % |
| Telenești                   | 15.799        | 12.693  | 57,26 % | 9.474   | 42,74 % |
| Ungheni                     | 37.819        | 16.355  | 43,25 % | 21.464  | 56,75 % |
| Votos desde el extranjero   | 235.503       | 181.254 | 76,96 % | 54.249  | 23,04 % |
| Total                       | 1.488.874     | 750.238 | 50,39 % | 738.636 | 49,61 % |